# ديني دويل
دينّي دويل (بالإنجليزية: Denny Doyle) هو لاعب كرة قاعدة أمريكي، ولد في 17 يوليو 1944 في غلاسكو في الولايات المتحدة.

## وصلات خارجية
- ديني دويل على موقع دوري كرة القاعدة الرئيسي (الإنجليزية)
- ديني دويل على موقعبيزبول رفرنس.كوم (الدوري الرئيسي) (الإنجليزية)
- ديني دويل على موقعبيزبول رفرنس.كوم (الدوري الثانوي) (الإنجليزية)
- ديني دويل على موقع إي إس بي إن.كوم (أم.أل.بي) (الإنجليزية)
- ديني دويل على موقع مشجعي الرسوم البيانية (الإنجليزية)